# Hadji-Seydeli
Hadji-Seydeli é uma vila localizada no município de Štip, na República da Macedônia do Norte.